# Luís Apodi
Luís Dialisson de Souza Alves (Apodi, Río Grande del Norte, Brasil, 13 de diciembre de 1986) es un futbolista brasileño-mexicano, juega como lateral derecho o interior derecho y su actual club es el Goiás Esporte Clube de la Serie A de Brasil.

## Clubes
| Club                                         | País           | Año             |
| -------------------------------------------- | -------------- | --------------- |
| Esporte Clube Vitória                        | Brasil         | 2005 - 2007     |
| Cruzeiro Esporte Clube                       | Brasil         | 2008            |
| Santos Futebol Clube (préstamo)              | Brasil         | 2008            |
| Associação Desportiva São Caetano (préstamo) | Brasil         | 2008            |
| Esporte Clube Vitória                        | Brasil         | 2009            |
| Esporte Clube Bahia                          | Brasil         | 2010            |
| Guarani Futebol Clube                        | Brasil         | 2010            |
| Tokyo Verdy                                  | Japón          | 2011            |
| Ceará Sporting Club                          | Brasil         | 2012            |
| Querétaro Fútbol Club                        | México         | 2013            |
| Delfines Fútbol Club                         | México         | 2014            |
| Sporting Club de Bastia                      | Francia        | 2014            |
| Associação Chapecoense de Futebol            | Brasil         | 2015            |
| FC Kuban Krasnodar                           | Rusia          | 2016            |
| Sport Club do Recife (préstamo)              | Brasil         | 2016            |
| Associação Chapecoense de Futebol            | Brasil         | 2017 - 2018     |
| Ohod Club                                    | Arabia Saudita | 2018 - 2019     |
| Centro Sportivo Alagoano                     | Brasil         | 2019 - 2020     |
| Associação Atlética Ponte Preta              | Brasil         | 2020 - 2021     |
| Goiás Esporte Clube                          | Brasil         | 2022 - presente |

## Palmarés

### Como jugador

#### Torneos regionales
| Título                 | Club        | Sede           | Año  |
| ---------------------- | ----------- | -------------- | ---- |
| Campeonato Baiano      | Vitória     | Bahía          | 2007 |
| Campeonato Mineiro     | Cruzeiro    | Minas Gerais   | 2008 |
| Campeonato Baiano      | Vitória     | Bahía          | 2009 |
| Campeonato Cearense    | Ceará       | Ceará          | 2012 |
| Campeonato Catarinense | Chapecoense | Santa Catarina | 2017 |
| Campeonato Alagoano    | CSA         | Alagoas        | 2019 |